# Zvíře (film, 1977)
Zvíře (originální název L'Animal) je francouzská akční komedie z roku 1977. Jean-Paul Belmondo v ní vytvořil hlavní dvojroli kaskadéra Michela Gauchera a herce Bruna Ferrariho. Hlavní ženskou postavu ztvárnila americká modelka a herečka Raquel Welchová.
V české verzi filmu daboval obě Belmondovy postavy Jiří Krampol.

## Děj filmu
Kaskadér Michel „Mike“ Gaucher má před svatbou s krásnou kolegyní Jane Gardnerovou. Při natáčení jedné filmové scény se ale jeho vinou oba zraní a skončí v nemocnici. Jane se na Mika rozzlobí, odmítne si ho vzít, a práce kaskadérky se rozhodne úplně zanechat. Mike se zatím po uzdravení potýká s těžkou finanční situací. Musí platit svého manažera Hyacintha, nedaří se mu však sehnat pořádnou práci. Nezbývá mu než brát i malé a nedůstojné zakázky a uchýlí se i k podvodu – předstírá demenci, aby získal sociální dávky.
Mezitím do Paříže přilétá herecká hvězda Bruno Ferrari, který zde má natáčet svůj nový film. Je v něm však mnoho scén vyžadujících kaskadérské umění, a jak se záhy ukáže, Ferrari je mimořádně bázlivý a trpí závratí již kousek nad zemí. Je proto nutné sehnat dubléra, který by ho v náročných scénách zastupoval, aniž by to někdo poznal, a dokonalého dvojníka najdou filmaři právě v Mikovi. Producent Fechner ho tedy angažuje, přestože Mika pro jeho lehkovážnost a hazardérství provází pověst postrachu všech filmařů. 
Mike se rozhodne získat k práci na filmu i Jane, neboť v tom vidí příležitost nejen si slušně vydělat, ale také získat zpět její lásku. Jane o něj však momentálně nestojí, navíc se o ní uchází bohatý postarší hrabě de Saint-Prix. Ten ji pozval na slavnost do svého zámku, aby ji představil ve společnost jako svou budoucí manželku. Janina kamarádka Doris to prozradí Mikovi, kterému se podaří se do zámku v přestrojení vloudit a způsobit klasickou katastrofu, ale nakonec Jane přemluví.
Scény provázející natáčení jsou postaveny i na zápletkách využívajících stereotypně homosexuální orientaci a zženštilé vystupování Bruna Ferrariho, v kontrastu s povahově diametrálně odlišným Mikem Gaucherem.
Kromě hraběte se snaží Jane nadbíhat i temperamentní italský režisér Sergio Campanese. Mikovi se však nakonec Janinu náklonnost zpět získat podaří, byť ještě v samém závěru musí v poslední chvíli překazit svatbu s hrabětem de Saint-Prix.

## Obsazení
| Jean-Paul Belmondo | kaskadér Mike Gaucher / herec Bruno Ferrari |
| Raquel Welchová    | kaskadérka Jane Gardnerová                  |
| Dany Saval         | kamarádka Doris                             |
| Raymond Gérôme     | hrabě de Saint-Prix                         |
| Charles Gérard     | Brunův společník Hyacint                    |
| Jane Birkin        | filmová hvězda                              |
| Johnny Hallyday    | filmová hvězda                              |
| Mario David        | cikán Santos                                |
| Claude Chabrol     | filmový režisér                             |
| Aldo Maccione      | Sergio Campanese                            |
| Julien Guiomar     | producent Fechner                           |

## Zajímavosti
- V epizodních rolích se v úvodu filmu objeví francouzský zpěvák Johnny Hallyday a britská herečka a modelka Jane Birkinová. Oba ve filmu hrají sami sebe.
- Michel Gaucher vezme drobnou práci v obchodním domě, kde je, převlečený za gorilu, jako kaskadér součástí promoční akce na těstoviny Panzani (čas 21:30–23:00).
- Jean-Paul Belmondo sehrál jako obvykle všechny své kaskadérské scény, přišel však k několika zraněním: při pádu ze schodů si poranil nohu a při natáčení scény v zahradě zámku hraběte de Saint-Prix ho tygr kousl do ucha.
- Postava cholerického producenta Fechnera (Julien Guiomar) se jmenuje podle Christiana Fechnera, který tento film skutečně produkoval.
- Režisér Claude Zidi později litoval obsazení Raquel Welchové, s níž byla údajně velmi těžká spolupráce.
- Postavu Hyacintha hrál Charles Gérard, Belmondův skutečný přítel, který se po jeho boku objevil i v řadě dalších filmů.

## Lokace
Film Zvíře se natáčel převážně v Paříži a přilehlém okolí. Zámek hraběte de Saint-Prix je Château de Vigny ležící na severozápadním okraji pařížské aglomerace (departement Val-d'Oise).

## Ocenění
V roce 1978 byl film nominován na Césara za nejlepší filmovou hudbu.